# Avelgem
Avelgem (connu en français sous son nom ancien Avelghem) est une commune néerlandophone de Belgique située en Région flamande dans la province de Flandre-Occidentale.

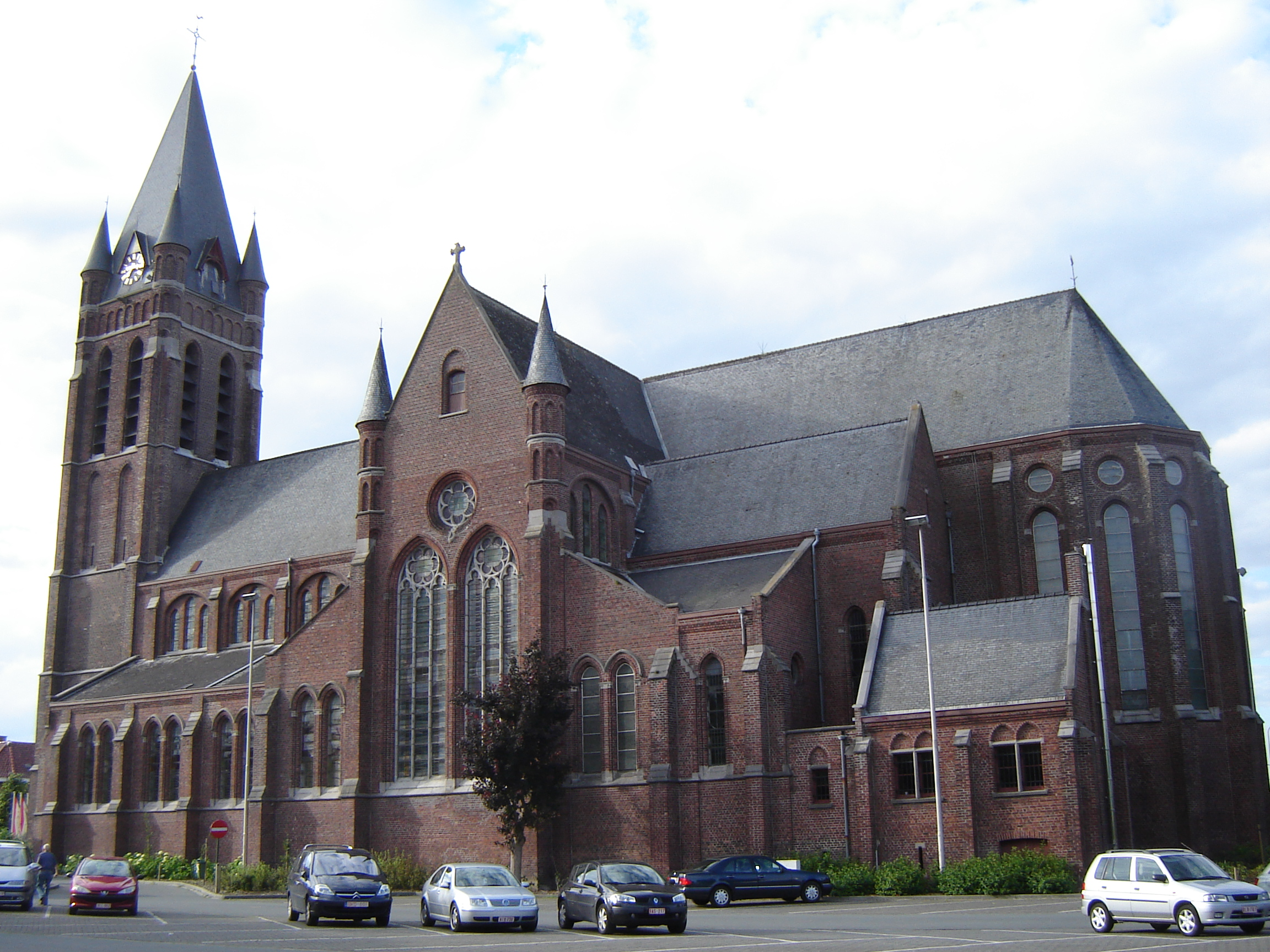
L'église Saint-Martin (Sint-Martinuskerk)

## Géographie
La commune compte cinq anciennes communes fusionnées, toutes se trouvent au bord de l'Escaut, sur la rive ouest. La plus grande est Avelgem. Outrijve et Bossuit sont situées en amont, Waarmaarde et Kerkhove comme le hameau de Rugge en aval.

### Carte

Avelgem, communes fusionnées et voisines. Les zones en jaune représentent les surfaces bâties.

### Sections de la commune
| # | Section         | Superf. (km²) | Habitants (2020) | Habitants par km² | Code INS |
| - | --------------- | ------------- | ---------------- | ----------------- | -------- |
| 1 | Avelgem (I)     | 10,19         | 6.833            | 670               | 34003A   |
| 2 | Waarmaarde (IV) | 2,80          | 733              | 261               | 34003B   |
| 3 | Kerkhove (V)    | 3,80          | 996              | 262               | 34003C   |
| 4 | Outrijve (III)  | 3,25          | 1.146            | 353               | 34003D   |
| 5 | Bossuit (II)    | 2,08          | 498              | 239               | 34003E   |

### Communes limitrophes
- a. Saint-Genois (commune de Zwevegem)
- b. Moen (commune de Zwevegem)
- c. Heestert (commune de Zwevegem)
- d. Otegem (commune de Zwevegem)
- e. Tiegem (commune d'Anzegem)
- f. Kaster (commune d'Anzegem)
- g. Elsegem (commune de Wortegem-Petegem)
- h. Berchem (commune de Kluisbergen)
- i. Ruien (commune de Kluisbergen)
- j. Orroir (commune de Mont-de-l'Enclus)
- k. Escanaffles (commune de Celles)
- l. Pottes (commune de Celles)
- m. Helchin (commune d'Espierres-Helchin)

## Héraldique
|  | La commune possède des armoiries qui lui ont été octroyées le 20 octobre 1819 et à nouveau le 18 août 1841. Elles sont inspirées du plus ancien sceau connu de la ville depuis le XVIIe siècle. La croix est inspirée des armoiries des seigneurs d'Avelgem qui dirigèrent le village jusqu'en 1378. Blasonnement : De gueules à une croix ancrée d'argent Source du blasonnement : Heraldy of the World. |

### Évolution démographique: Avant la fusion des communes
- Sources : INS, Rem. : 1831 jusqu'en 1970 = recensements, 1976 = nombre d'habitants au 31 décembre[4].

### Évolution démographique: Commune fusionnée
En tenant compte des anciennes communes entraînées dans la fusion de communes de 1977, on peut dresser l'évolution suivante:
- Source: DGS , de 1831 à 1981=recensements population; à partir de 1990 = nombre d'habitants chaque 1 janvier[5]

## Curiosités
- Le Tombeelmolen (Molenstraat 41A à Outrijve) est un moulin bâti en 1923 qui est depuis 1989 la propriété de la commune et le moulin le plus récent de Flandre.
- Le Musée archéologique régional de la vallée de l'Escaut (situé Rijtstraat 4 à Waarmaarde).

## Infrastructure sportive
Avelgem est une commune avec beaucoup d'espaces réservés aux sports et aux jeux. Il y a une plaine de jeu, un bac à sable, un terrain de football et/ou de basket-ball, des courts de tennis, un hall omnisports et un club de football.
Il y a aussi différentes pistes cyclables, notamment le long de l'Escaut.
Il y a un port de plaisance appelé Kloron, sur les berges de l'Escaut à Kerkhove.

## Culture
Une fois par an a lieu le Krakrock, un festival très populaire auprès des jeunes des environs. Il est organisé par la maison des jeunes KRAK.

## Personnalités nées à Avelgem
- Marc Demeyer, cycliste